# Nowy Cmentarz Żydowski w Norymberdze
Nowy Cmentarz Żydowski – jedna z dwóch żydowskich nekropolii w Norymberdze, jedyna czynna.